# Paolo Sammarco
Paolo Sammarco (* 17. März 1983 in Como) ist ein italienischer ehemaliger Fußballspieler.

## Karriere
Sammarco begann seine Karriere 2002 beim AC Mailand, wurde dort aber nicht eingesetzt und wechselte 2003 zu Chievo Verona. Von 2007 bis 2012 spielte er bei Sampdoria Genua, in seiner Zeit dort wurde er dreimal verliehen. Seit 2012 spielt er bei Spezia Calcio. Sammarco spielte außerdem für die U-18, U-19 und U-21 Italiens.